# Noël Michel Appert
Noël Michel Appert est un homme politique français né le 2 mars 1751 à Montargis (Orléanais) et décédé le 16 septembre 1836 à Montargis (Loiret).

## Biographie
Noël Michel Appert naît à Montargis le 2 mars 1751 dans le royaume de France sous le règne du roi Louis XV.
Commissaire près l'administration du canton de Saint-Maurice-sur-Fessard, il est élu député du Loiret au Conseil des Anciens le 23 germinal an VI. Rallié au coup d'État du 18 Brumaire, il siège au corps législatif de 1800 à 1804.
Il meurt sous la Monarchie de Juillet à l'âge de 85 ans le 16 septembre 1836 à Montargis.